# Game Theory
Game Theory — пауэр-поп-группа, основанная гитаристом/вокалистом/автором песен Scott Miller, сочетающая мелодичный джэнгл-поп с плотным экспериментальным звучанием и гиперграмотной[неизвестный термин] лирикой. MTV описало их звучание в 2013 году как «всё ещё висцеральное[неизвестный термин] и жизненное», с записями «наполненными привлекательным психоделическим оттенком», что по-прежнему «оказывает влияние на новое поколение инди-исполнителей». Game Theory появились на сцене Paisley Underground и, несмотря на их психоделические склонности, они, главным образом, обязаны пауэр-поп-группе Big Star.
Группа была сформирована в 1982 году в составе следующих участников: Scott Miller (вокал/гитара, ранее в Alternate Learning), Fred Juhos (бас), Nancy Becker (клавишные) и Michael Erwin (ударные). За четыре месяца после формирования и до первого концерта группа записала свой первый альбом Blaze of Glory (1982) в спальне у Scott Miller. Тираж альбома составил всего 500 экземпляров, которые были разосланы на студенческие радиостанции (согласно легенде, завёрнутыми в мешки для мусора). Альбом, состоящий из смеси поп-музыки 60-х и весьма своеобразных элементов новой волны, продемонстрировал большой потенциал группы. Game Theory приступают к концертной деятельности вместе с единомышленниками по Paisley Underground The Dream Syndicate и Thin White Rope, когда эта сцена только зарождалась. Последовавшие мини-альбомы Pointed Accounts of People You Know (1983) и Distortion (1984, продюсером которых выступил Michael Quercio, основатель другой пейсли-группы[неизвестный термин] The Three O'Clock) способствовали благоприятным сравнениям группы с Big Star.
В 1985 году с помощью продюсера Mitch Easter (основателя Let's Active) они записали свой первый надлежащий альбом Real Nighttime для Enigma Records. Однако ещё до его издания внутренние противоречия привели к расколу группы. Scott Miller собрал новый состав: Shelley LaFrenier (клавишные), Gil Ray (ударные), Suzie Ziegler (бас) и Mitch Easter, который остался продюсером и, по существу, выступал в качестве пятого участника в студии на протяжении всей их карьеры. Обновлённая группа сразу же приступила к записи The Big Shot Chronicles (1986), который продемонстрировал новые высоты в качестве. К этому времени они становятся популярными на студенческих радиостанциях, однако в масштабах страны остаются едва известными. Allmusic отмечает, что вероятно Scott Miller смирился с этим, когда записал безмерно приятный обскурный[неизвестный термин] альбом Lolita Nation (1987) с участием гитариста/вокалиста Donnete Thayer.
Они попытались пробиться в мейнстрим с более доступным альбомом Two Steps from the Middle Ages (1988), однако его коммерческий провал привёл к ряду кадровых изменений, включая временный уход самого Scott Miller. В конечном счёте он распустил группу в 1990 году, чтобы сформировать близкую по звучанию, хоть и более эклектичную — The Loud Family.
Спустя почти четверть века Scott Miller готовился к воссоединению Game Theory, когда он неожиданно умер 15 апреля 2013 года в возрасте 53 лет.

## Дискография

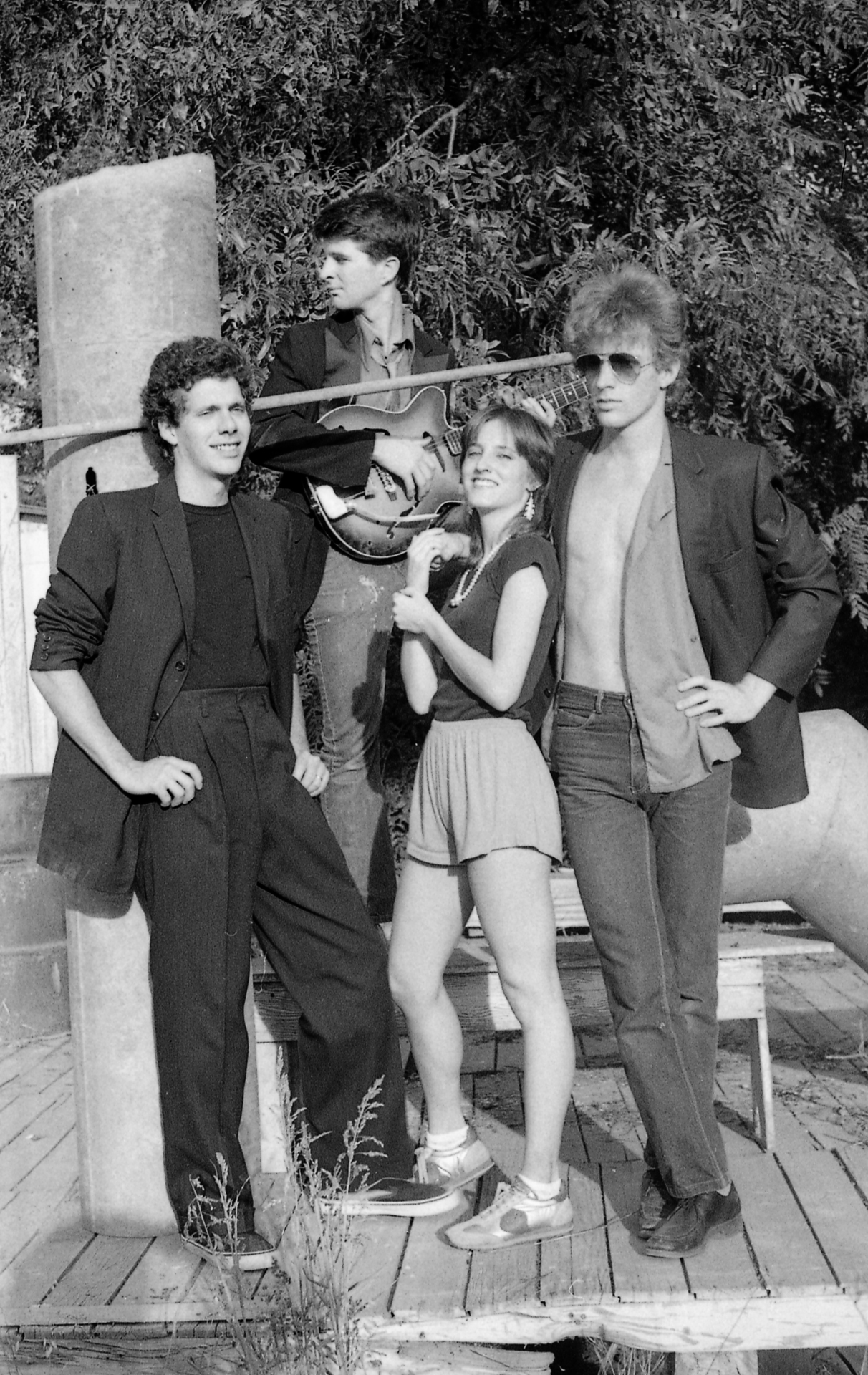
Первый состав Game Theory, 1982. Слева направо: Irwin, Juhos, N. Becker, Miller.

### Студийные альбомы и мини-альбомы
| Год  | Название                            | Формат                                                               | Лейбл                            | № в каталоге                                      |
| ---- | ----------------------------------- | -------------------------------------------------------------------- | -------------------------------- | ------------------------------------------------- |
| 1982 | Blaze of Glory                      | - LP - CD (2014) - LP (2014, pink)                                   | - Rational - Omnivore - Omnivore | - ION003 - CD OV-96 - LP OV-96                    |
| 1983 | Pointed Accounts of People You Know | EP                                                                   | Rational                         | ONA-004                                           |
| 1984 | Distortion                          | EP                                                                   | Rational                         | RGP 8405                                          |
| 1985 | Real Nighttime                      | - LP - CD - CD (1993)                                                | - Enigma - Restless - Alias      | - 7 72022 - A047D                                 |
| 1986 | The Big Shot Chronicles             | - LP - CS - CD (1993)                                                | - Enigma - Enigma - Alias        | - ST‑73210 - 4XT‑73210 - A046D                    |
| 1987 | Lolita Nation                       | - LP (double) - CS - CD - CD (Japan) - LP (Netherlands) - LP (Spain) | Enigma                           | - STB‑73288 - CDE‑73280 - 73280 - 3280‑1 - 4D‑335 |
| 1988 | Two Steps from the Middle Ages      | - LP - CS - CD                                                       | Enigma                           | - 7 73350‑1 - 7 73350‑4 - 7 73350‑2               |

### Сборники
| Год  | Название                  | Формат               | Лейбл  | № в каталоге                        |
| ---- | ------------------------- | -------------------- | ------ | ----------------------------------- |
| 1984 | Dead Center               | LP (France)          | Lolita | 5031B                               |
| 1989 | Tinker to Evers to Chance | - LP - cassette - CD | Enigma | - 7 73351-1 - 7 73351-4 - 7 73351-2 |
| 1993 | Distortion of Glory       | CD                   | Alias  | A048D                               |

### Видеоклипы
| Год  | Название              | Примечания                                                | Альбом                  |
| ---- | --------------------- | --------------------------------------------------------- | ----------------------- |
| 1985 | «I’ve Tried Subtlety» | - Directed by Fred Juhos                                  | The Big Shot Chronicles |
| 1986 | «Erica’s Word»        | - Directed by Jan Novello, art direction by Modi Karlsson | The Big Shot Chronicles |
| 1987 | «The Real Sheila»     | - Directed by Jan Novello, art direction by Modi Karlsson | Lolita Nation           |